# Haushaltsgen
Ein Haushaltsgen (auch englisch housekeeping gene, nicht-reguliertes Gen, konstitutiv exprimiertes Gen) ist ein Gen, welches unabhängig von Zelltyp, Zellstadium und äußeren Einflüssen exprimiert wird (meistens basal), im Gegensatz zu den regulierten Genen.
Haushaltsgene sind typischerweise Gene, die die Strukturmoleküle und Enzyme, die mit dem Grundstoffwechsel von Zellen zusammenhängen, beispielsweise mit dem Glukose-Stoffwechsel, codieren.
Sie enthalten oft keine TATA-Box, dafür aber CAAT- oder GC-Boxen. Die GC-Box (Sequenz GGGCGG) ist der Promotor von Haushaltsgenen.

## Haushaltsgene des Menschen

### Genexpression

#### Transkriptionsfaktoren

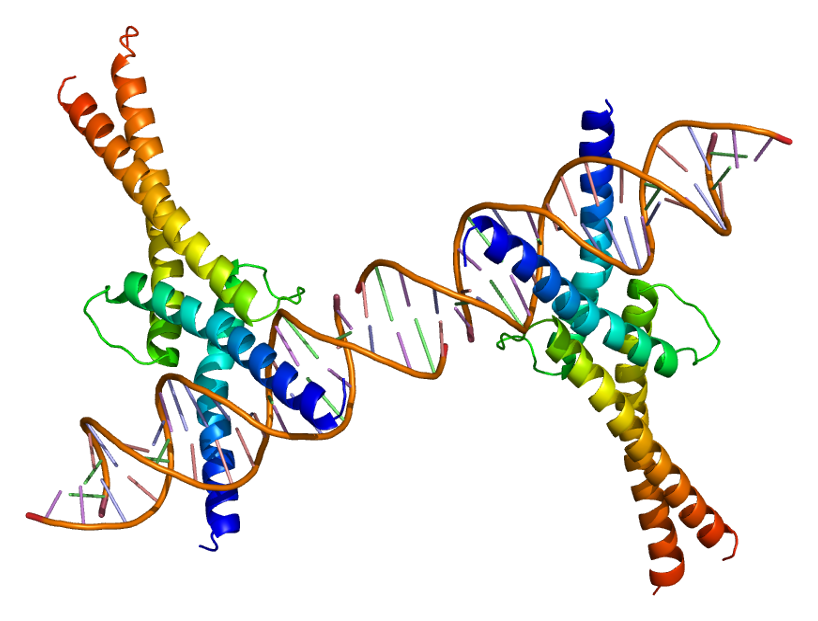
SREBP Sterol Regulatory Element Binding Protein

- ATF4[6][7] aktivierender Transkriptionsfaktor 4
- BTF3[6][7]
- E2F4[6]
- ERH (Gen)[6][7] Enhancer of rudimentary homolog of drosophila (wird benötigt für den ersten enzymatischen Schritt in der Pyrimidin-Synthese. Reguliert durch MITF)
- HMGB1[6][7] High-Mobility-Group-Protein B1, bindet DNA
- ILF2[6]
- IER2[6] früher ETR101 Immediate Early Protein
- JUND[6][7]
- LTBP4[6]
- LMO1[6] Rhombotin 1
- MYC[6][7] bei Mutationen auch als Onkogen betrachtet. Reguliert die Transkription von 15 % aller Gene.
- PAX8[6]
- PHF1[6][7] Plant homology domain
- PTTG1IP[6]
- SREBF1[6] Sterol Regulatory Element Binding Protein Smith Magenis
- TBP[8] synonym TATA-binding protein oder GTF2D oder TFIID
- TCEB2[6][7] Elongin
- TCOF1[6] interagiert mit UBF

##### Repressoren
- ANF91, HPF7, HTF10[6] Kruppel Associated Box domain
- ID3 (gene)[6] hemmt die DNA-Bindung
- PUF60[6][7]
- NFKBIA[6][7] Genprodukt IκBα hemmt NF-κB
- RING1[6]

#### Spleißen

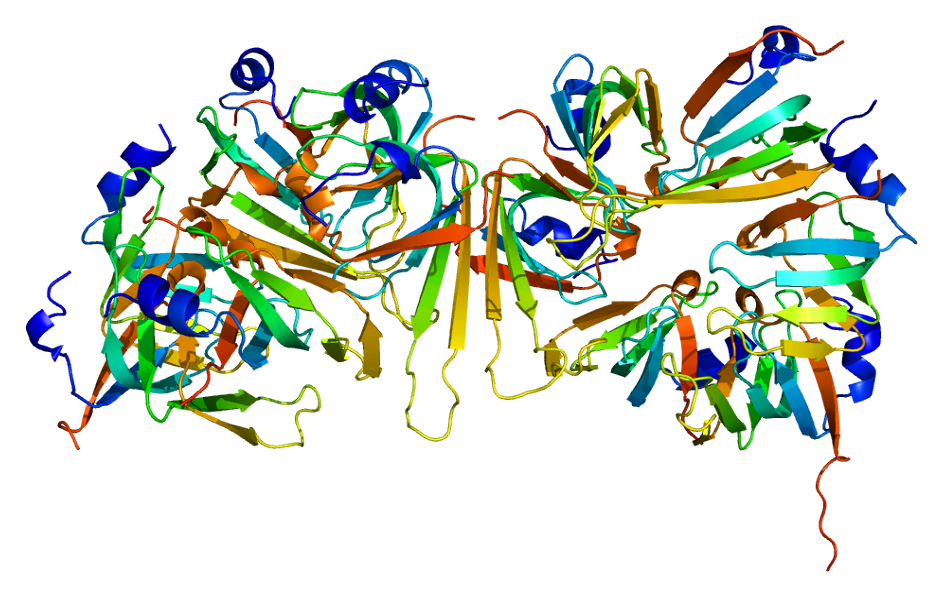
Small nuclear ribonucleoprotein-assoziierte Proteine B und B'

- ADAR[6] Genprodukt ist das Enzym DRADA
- BAT1[7]
- FBL[6] Fibrillarin
- HNRPD[6][7]
- HNRPK[6][7]
- PTBP1[6]
- PABPN1[6]
- SFRS3[7]
- SFRS9[6]
- SFNRPA[6]
- SNRPB[6][7]
- SNRPD[7]
- SNRPD2[6][7]
- SNRPG[6]

#### Translationsfaktoren
- EIF1A[6][7] aka SUI1
- EIF3C[6] früher EIF3S8
- EIF3D[6] früher EIF3S4
- EIF3F[6] früher EIF3S5
- EIF3I[6] früher EIF3S2
- EIF3G[6] früher EIF3S7
- EIF4A2[6]
- EIF4G2[6]
- TUFM[6] mitochondrialer Tu-Translations-Elongationsfaktor

##### tRNA-Synthetasen
Gene die für Aminoacyl-tRNA-Synthetasen codieren, auch mitochondriale (2):
- AARS Alanyl-tRNA-Synthetase NM_001605
- AARSD1 Alanyl-tRNA-Synthetase-Domäne 1 enthaltend NM_001261434
- AARS2 Alanyl-tRNA-Synthetase 2, mitochondrial NM_020745

- CARS Cysteinyl-tRNA-Synthetase NM_001751
- CARS2 Cysteinyl-tRNA-Synthetase 2, mitochondrial (vorgeschlagen) NM_024537

- DARS Aspartyl-tRNA-Synthetase NM_001349
- DARS2 Aspartyl-tRNA-Synthetase 2, mitochondrial NM_018122

- EARS2 Glutamyl-tRNA-Synthetase 2, mitochondrial (vorgeschlagen) NM_001083614
- EPRS Bifunktionelle Glutamyl/Prolyl-tRNA-Synthetase

- FARSA Phenylalanyl-tRNA-Synthetase, alpha-Untereinheit NM_004461
- FARSB Phenylalanyl-tRNA-Synthetase, beta-Untereinheit NM_005687
- FARS2 Phenylalanyl-tRNA-Synthetase 2, mitochondrial NM_006567

- GARS Glycyl-tRNA-Synthetase NM_002047

- HARS Histidyl-tRNA-Synthetase NM_002109
- HARS2 Histidyl-tRNA-Synthetase 2, mitochondrial NM_012208

- IARS Isoleucyl-tRNA-Synthetase NM_002161
- IARS2 Isoleucyl-tRNA-Synthetase 2, mitochondrial NM_018060

- KARS Lysyl-tRNA-Synthetase NM_005548

- LARS Leucyl-tRNA-Synthetase
- LARS2 Leucyl-tRNA-Synthetase 2, mitochondrial NM_015340

- MARS Methionyl-tRNA-Synthetase NM_004990
- MARS2 Methionyl-tRNA-Synthetase 2, mitochondrial NM_138395

- NARS Asparaginyl-tRNA-Synthetase NM_004539
- NARS2 Asparaginyl-tRNA-Synthetase 2, mitochondrial (vorgeschlagen) NM_024678

- QARS Glutaminyl-tRNA-Synthetase NM_005051

- PARS2 Prolinyl-tRNA-Synthetase 2, mitochondrial (vorgeschlagen)

- RARS Arginyl-tRNA-Synthetase NM_002884
- RARS2 Arginyl-tRNA-Synthetase 2, mitochondrial NM_020320

- SARS Seryl-tRNA-Synthetase NM_006513
- SARS2 Seryl-tRNA-Synthetase 2, mitochondrial

- TARS Threonyl-tRNA-Synthetase NM_152295
- TARS2 Threonyl-tRNA-Synthetase 2, mitochondrial

- VARS Valyl-tRNA-Synthetase
- VARS2 Valyl-tRNA-Synthetase 2, mitochondrial NM_020442

- TARS Tryptophanyl-tRNA-Synthetase
- WARS2 Tryptophanyl-tRNA-Synthetase 2, mitochondrial NM_015836

- YARS Tyrosyl-tRNA-Synthetase NM_003680
- YARS2 Tyrosyl-tRNA-Synthetase 2, mitochondrial NM_001040436

##### RNA-bindende Proteine
- PABPC1[6] PolyA-bindendes Protein
- ELAVL3[6]

#### Ribosomale Proteine
- RPL3[6]
- RPL5[6][7]
- RPL8[6]
- RPL9[7]
- RPL10[6][7]
- RPL11[6]
- RPL12[7]
- RPL13[6][7]
- RPL13A[6][7] Introns enthalten Gene für small nucleolar RNAs U32, U33, U34 und U35
- RPL14[6][7]
- RPL15[6]
- RPL17[6]
- RPL18[6]
- RPL19[6]
- RPL25[7]
- RPL27[6]
- RPL29[6]
- RPL30[7]
- RPL32[6]
- RPL34[6]
- RPL35[6][7]
- RPL36[6]
- RPL37[6][7]
- RPL38[6]
- RPL40[7] transkribiert mit Ubiquitin (vgl. FAU (gene))
- RPLP1[6]
- RPLP2[6]
- RPS2[6]
- RPS5[7]
- RPS9[6]
- RPS10[6]
- RPS11[6]
- RPS12[6]
- RPS13[6][7]
- RPS14[6][7]
- RPS15[6]
- RPS16[6][7]
- RPS18[6]
- RPS19[6][7]
- RPS20[7]
- RPS23[7]
- RPS24[6]
- RPS25[6][7]
- RPS26[7]
- RPS27[7] transkribiert mit Ubiquitin (vgl. FAU (gene))
- RPS28[7]
- RPS30[6] transkribiert mit Ubiquitin (vgl. FAU (gene))
- RPN1[6][7] Ribophorin verankert Ribosomen am endoplasmatischen Reticulum
- MRPL9[6][7]

#### RNA-Polymerasen
- POLR2A[6]
- POLR2E[7]
- POLR2J[7]
- POLR2L[9]

#### Proteinprozessierung
- Cyclophilin A[8] Serin/Threonin-Phosphatase-Inhibitor, beteiligt an der Proteinfaltung
- CANX[6][7] Faltet Glycoproteine im Endoplasmatischen Reticulum
- CAPNS1[6][7] Calpain-Protease
- NACA[6][7] Nascent Polypeptide-Associated Complex alpha Polypeptide
- PFDN1[6] Prefoldin 1
- PFDN5[6] Prefoldin 5
- SNX3[6] Sorting Nexin 3
- SNX17[7]
- SNX27[7]
- SSR2[6] Proteintranslokation im ER
- SUMO2[6][7] Protein-Targeting

#### Hitzeschockproteine
- HSPA8[6][7]
- HSP90AB1[6]
- HSBP1[6]

#### Histone
- CDH4[6] Nucleosom-Umbau
- HIST1H2BC[6]
- H2AFY[6] Histone 2 Subfamily
- H2AFZ[6][7] essentiell bei der Embryogenese
- H3F3A[6][7] H3 Histone Family

#### Zellzyklus
- ARHGAP1[6]
- ARHGDIA[6][7]
- CENPB[6] Centromere protein B
- CTBP1[6][7]
- Cyclophilin
- CCND3[6]
- GAS1[6][7] Blockiert Eintritt in die S phase
- PPP2CB[6] Negative regulator of growth and cell division
- PPP2R1A[7] Negative regulator of growth and cell division
- RAD9[6]
- KIAA0174[6][7] oder IST1 homolog (lokalisiert in der Teilungsebene teilender Zellen)

#### Apoptose
- DAD1[6][7] Defender against cell death
- DAP (gene)[6]
- DAXX[6] Death Associated Protein 6

#### Onkogene
- ARAF[6]
- MAZ[6][7]
- MYC[6][7] ein Transkriptionsfaktor[10]
- SAFB[6]
- RAB1A[6]

#### DNA-Reparatur und Replikation
- Ku80[6] synonym XRCC5
- MCM3AP[6] vermutlich eine Primase

### Metabolismus
- PRKAG1[6] inaktiviert HMGCoA-Reduktase und Acetyl-CoA-Carboxylase

#### Kohlenhydratmetabolismus
- PRKCSH[6][7] Glucosidase 2, β-Untereinheit (aktiviert durch PKC)
- B4GALT2[6]
- GUSB[8] β-Glucuronidase (Sly-Syndrom = Mucopolysaccharidose Typ VII)
- Chitinase[6]
- 6-Phosphogluconat-Dehydrogenase[6]
- GSK3A[6]
- Hexokinase
- H6PD[6][7]
- Glucose-6-phosphat-Isomerase[6]
- Phosphofructokinase 1[7]
- Aldolase A[7]
- Aldolase C[6]
- Triosephosphatisomerase[7]
- GAPDH[6][7][8]
- Phosphoglyceratkinase[6][7][8]
- Phosphoglyceratmutase[7]
- Enolase[7]
- PKM2[6][7] Pyruvat-Kinase im Muskel
- LDHB[6] Genprodukt L-Lactatdehydrogenase
- TALDO1[6][7] Transaldolase
- Transketolase[6]
- TSTA3[6] Mannose-Metabolismus

#### Citratzyklus
- SDHA[6] Succinat-Dehydrogenase Untereinheit A
- MDH1[6][7] Malatdehydrogenase

#### Fettstoffwechsel
- GM2A[6] geringe Expression
- HADHA[6] Trifunktionales Protein Untereinheit α
- HADHB[6][7] Trifunktionales Protein Untereinheit β

#### Aminosäuremetabolismus
- COMT[6] Catechol-O-Methyltransferase
- GGTLA1[6] γ-Glutamyltransferase-ähnlich 1
- PHGDH[6][7] Phosphoglyceratdehydrogenase
- ODC1[6]
- TPMT[6]

#### Nukleotidsynthese
- IMPDH2[6][7] Guaninnukleotidbiosynthese

#### NADH-Dehydrogenasen
- NDUFA1[6]
- NDUFA2[6]
- NDUFA7[6]
- NDUFB7[6]
- NDUFC1[6]
- NDUFS5[6]
- NDUFV2[6]
- DIA1[6]

#### Cytochrom-C-Oxidasen
(COX1, COX2 und COX3 werden im Mitochondrium codiert)
- COX4I1[6]
- COX5A[6]
- COX5B[6][7]
- COX6A1[6]
- COX6B1[6][7]
- COX7A2L[6]
- COX7C[6]
- COX8[6]
- CYC1[6]
- UQCRC1[6]
- UQCRH[6]
- UQCRQ[6][7]

#### ATPasen

##### Mitochondrial
- ATP5A1[6]
- ATP5D[6]
- ATP5G1[6]
- ATP5G3[6][8]
- ATP5H[6]
- ATP5I[6]
- ATP5J2[6]
- ATP5O[6]

##### Lysosomal
- ATP6IP1[6]?
- ATP6V0B[6]
- ATP6V0C[6]
- ATP6V1E[6]
- ATP6V1F[6]
- ATP6V1G1[6]

#### Lysosom
- CTSD,[6][7] baut in Hepatozyten Insulin ab
- Cystatin B,[6] schützt vermutlich die Zelle vor undichten Lysosomen
- LAMP1[6][7]
- Mannose-6-phosphat-Rezeptor[6][7]
- SGSH,[6][7] Mutationen können das Sanfilippo-Syndrom erzeugen

#### Proteasom
- PSMB1[6]
- PSMB2[6]
- PSMB4[6]
- PSMB6[7]
- PSMA7[6]
- PSMB7[6]
- PSMD8[6]
- PSMD11[6]
- PSME2[6]
- UBA1[6]
- Ubiquitin B[6]
- UBE2I[7]
- UBE2D2[6]
- UBE2M[6]
- USP11[6]

#### Ribonuklease
- RNH[6][7] Ribonuklease-Hemmstoff

#### Oxidase/Reduktase
- TXN[6][7] Thioreduktase

### Strukturelle Proteine

#### Zytoskelett
- Actinin alpha 4[8]
- ACTG1[6] gamma-Aktin
- ADD1[6]
- ANXA6[6]
- ARPC4[6][7] Actin-related protein 2/3 complex
- Beta-Aktin[8]
- CAPZB[6][7]
- COL6A1[6]
- DNCL1[6] Cytoplasmic Dynein
- EZR[6][7] Ezrin (verankert Aktin in der Zellmembran)
- KIFC3[6][7] kinesin
- Moesin[6]
- MYH9[6] Myosin, heavy chain 9
- RHOA[6][7] vermutlich am Zellzyklus beteiligt
- SEPT1[6] homolog zu CDC10 in S. cerevesiae
- SEPT2[6]
- SLC9A3R2[6] bindet SLC9A3 an das Zytoskelett
- TAGLN[6]
- TAGLN2[7]
- TMSB10[6][7] Thymosin β10
- TUBB[6][7] Tubulin, beta-Polypeptid
- TUBB4[6]
- WDR1[6][7]

#### Organellsynthese
Eine spezielle Form der Zellsignalisierung
- BLOC1S1[6][7]
- AP2M1[6]
- ANXA2[6]
- ANXA6[6]
- ANXA7[7]
- AP1B1[6][7] Endozytose
- CLTA[6] Clathrin A (Vesikel)
- CLTB[6][7] Clathrin B (Vesikel)
- GP2[6][7] enzymatische sekretorische Granula (v. a. im Pankreas)
- KDELR1[6][7] KDEL-Rezeptor bindet ER-Proteine

#### Mitochondrium
- MTX1[6]

### Zelloberfläche
- AP2S1[6]
- CD81[6]
- GPAA1[6]
- LGALS9[6]
- MGAT1[6]
- VAMP3[6]

#### Zelladhäsion
- ADAM15[6]
- Beta-catenin[6]
- CNTN1[6] Contactin
- Delta-catenin[7]

#### Kanäle und Transporter
- ABCG2[6] früher BCRP1 xenobiotic transporter, gering exprimiert
- CALM1[6][7] Calmodulin bindet Calciumionen
- CALM2[6] Calmodulin bindet Calciumionen
- HPCAL1[6] bindet Calciumionen; exprimiert v. a. in der Retina
- GRIK5[6]
- MFSD10 aka TETRAN or tetracycline transporter-like protein[6]
- TFRC[8] Transferrinrezeptor
- FOLR1[8] Folatrezeptor
- SLC25A11[6] mitochondrialer Oxoglutarat/Malat-Transporter

#### Rezeptoren
- ACVRL1[6] TGF-β-Rezeptorfamilie (Morbus Osler)
- CD23A[6] FCER2 low affinity IgE receptor (Lectin)
- GRM4[6] metabotoper Glutamatrezeptor
- JAG1[6] NOTCH2-Rezeptor assoziiert mit dem Alagille-Syndrom
- MC2R[6] Melanocortin-2-Rezeptor (ähnlich dem ACTH-Rezeptor)
- SSTR5[6] Somatostatin-Rezeptor; neigt dazu, andere Hormone hemmen

#### HLA, Immunoglobuline und Zellerkennung
- BAT1[6]
- BSG[6] Basigin-Immunglobulin-Superfamilie, extrazelluläre Metalloproteinase
- B2M[8] β2-Mikroglobulin[6][7]
- HLA-C[6]
- HLA-G[6]
- MIF[6][7] Macrophagenmigration inhibierender Faktor
- TAPBP[6]

### Kinasen und Signaltransduktion
- ADRBK1[6] mindert die Reaktion auf Epinephrin
- AGPAT1[6][7] 3-Phosphoglycerol-Acyltransferase
- ARF1[6][7]
- ARF3[6]
- ARF4[6]
- ARF5[6][7]
- ARL2[6][7] RAS-Superfamilie
- CSF1[6] Koloniestimulierender Faktor, gering exprimiert
- CSK C-src tyrosine kinase[6]
- DCT[6][7] Dopachrom-Tautomerase
- EFNA3[6]
- FKBP1A[6][7]
- GDI1[6] GDI-Dissoziationsinhibitor (Rab-Familie)
- GNAS1[6] ubiquitär exprimiert, aber differentielles Imprinting
- GNAI2[6][7]
- HAX1[6][7] assoziiert mit Tyrosinkinasen
- ILK[6] Integrin linked kinase
- MAPKAPK2[6]
- MAP2K2[6][7]
- MAP3K11[6]
- PITPNM[6] Phosphatidylinositol-Transfer-Proteine
- RAC1[6][7] Rho-GTPase
- RAP1B[6][7] GTPase, beteiligt an der Zelladhäsion
- RAGA[6][7] Ras-verwandtes GTP-bindendes Protein
- STK19[6]
- STK24[6] Serin/Threonin-Kinase
- STK25[7]
- YWHAB[6][7] Tyrosin-3-Monooxygenase/Tryptophan-5-Monooxygenase aktivierendes Protein, β-Polypeptid
- YWHAH[6][7] Tyrosin-3-Monooxygenase/Tryptophan-5-Monooxygenase aktivierendes Protein, h-Polypeptid
- YWHAQ[6][7] Tyrosin-3-Monooxygenase/Tryptophan-5-Monooxygenase aktivierendes Protein, θ-Polypeptid
- YWHAZ[6][7] Tyrosin-3-Monooxygenase/Tryptophan-5-Monooxygenase aktivierendes Protein, ζ-Polypeptid

#### Wachstumsfaktoren
- AIF1[6]
- HDGF[6] Hepatom-abgeleiteter Wachstumsfaktor (transloziert zum Zellkern)
- HGS[6]
- LTBP4[6]
- VEGFB[6]
- ZFP36L1[6]

#### Gewebe-Nekrose-Faktoren
- CD40[6] früher TNFRSF5

#### Caseinkinasen
- CSNK1E[6]
- CSNK2B[6][7]

### Verschiedenes
- ALAS1 δ-Aminolävulinatsynthase Typ 1 (Typ 2 ist erythroid und mit Porphyrie assoziiert)
- ARHGEF2[6] Guanin-Nukleotid-Austauschfaktor
- ARMET[6][7] Mesencephalere Astrozyten-abgeleiteter neurotropher Faktor
- AES[6][7] Amino-terminal Enhancer of Split
- BECN1[6] beteiligt an der Autophagie
- BUD31[6] früher Maternal G10 transcript
- Creatine kinase[6] CKB (ATP-Reservoir)
- Cytidine deaminase[6]
- CPNE1[6]
- ENSA (gene)[6]
- FTH1[6] Ferritin schwere Kette
- GDI2[6] rab/ras vesikulärer Transport
- GUK1[6][7] Guanylatkinase
- HPRT[6][8] Hypoxanthin-Guanin-Phosphoribosyltransferase
- IFITM1[6] Induced by interferon, transmembrane protein
- JTB (gene)[6][7] Jumping translocation breakpoint
- MMPL2[6]
- NME2[6][7] (früher NM23B) Nukleosid-Diphosphat-Kinase
- NONO[6]
- P4HB[6][7]
- PRDX1[6] Peroxiredoxin (reduziert Peroxide)
- PTMA[6] Prothymosin
- RPA2[6] Bindet DNA während der Replikation und streckt sie
- SULT1A3[6] Sulfotransferase
- SYNGR2[6][7] Synaptogyrin (nimmt möglicherweise an der Vesikeltranslokation teil)
- Tetratricopeptide, TTC1[6] small glutamine rich tetratricopeptide

#### Offene Leseraster
- C11Orf13[6]
- C14orf2[6]
- C21orf33[6]

#### Begrenzt auf Spermien oder Hoden
- SPAG7[6]
- SRM[6][7] Spermidinsynthase
- TEGT[6][7] Bax-Inhibitor 1
- DAZAP2[6][7] Gendeletion im Fall von Azoospermie
- MEA1[6][7] Male Enhanced Antigen 1